# Jacques et novembre
Pour plus de détails, voir Fiche technique et Distribution.
Jacques et novembre est un film dramatique québécois réalisé par Jean Beaudry et François Bouvier, sorti en 1984.
Les critiques ont largement analysé le film comme n'étant pas centré sur la mort en tant que telle, mais comme un regard positif et édifiant sur le sens que les amis et la famille donnent à la vie. Bien que la maladie en phase terminale de Jacques Landry ne soit pas spécifiée dans le film, le magazine LGBT The Body Politic l'a analysé comme une allégorie du VIH/SIDA.

## Synopsis
Le film met en vedette Beaudry dans le rôle de Jacques Landry, un homme au début de la trentaine qui se meurt d'une maladie incurable non précisée et qui documente ses pensées sur la mortalité dans un journal vidéo ; en même temps, son ami Denis (Pierre Rousseau) essaie de faire un film documentaire à plus gros budget sur lui.

## Fiche technique
- Titre français : Jacques et novembre[4],[5]
- Réalisation : Jean Beaudry, François Bouvier
- Scénario : Jean Beaudry, François Bouvier
- Photographie : Serge Giguère
- Montage : Jean Beaudry
- Musique : Michel Rivard
- Production : Jean Beaudry, François Bouvier, Michel Simard
- Sociétés de production : Les Productions du Lundi Matin
- Pays de production :  Canada
- Langue originale : français québécois
- Format : couleurs - 16 mm
- Genre : drame
- Durée : 72 minutes
- Dates de sortie : 
  - Canada : 26 octobre 1984
  - France : 2 avril 1986

## Distribution
- Jean Beaudry : Jacques Landry
- Carole Fréchette : Pierrette
- Léa-Marie Cantin : Monique
- Carole Chatel
- Pat Gagnon : Visiteur à l'hôpital
- Pierre Rousseau : Denis Langlois

## Distinctions
Le film est l'un des deux films sélectionnés pour les prix annuels de la Société générale du cinéma du Québec, avec La Guerre des tuques d'André Melançon. Le prix consiste en un investissement de 100 000 dollars canadiens dans la production des prochains films des réalisateurs.
Le film a reçu une nomination aux prix Génie dans la catégorie Meilleure chanson originale, pour la chanson Le temps nous dépasse de Michel Rivard.